# Last Hero Inuyashiki
Last Hero Inuyashiki (いぬやしき, Inuyashiki) est un seinen manga écrit et dessiné par Hiroya Oku. Il est prépublié entre janvier 2014 et juillet 2017 dans le magazine Evening et est édité en dix volume reliés par Kōdansha entre mai 2014 et septembre 2017. La version française est publiée par Ki-oon depuis septembre 2015.
Une adaptation en anime par le studio MAPPA est diffusée entre octobre et décembre 2017 sur Fuji TV dans la case horaire noitaminA. Une adaptation en film live est sortie en avril 2018.

## Synopsis
Ichirō Inuyashiki n'a rien pour lui. Âgé de 58 ans, il paraît nettement plus vieux. Sa santé se dégrade et sa famille le méprise. Son seul soutien moral vient de sa chienne shiba Hanako. Alors qu'il vient d'apprendre qu'il va mourir sous peu d'un cancer, il sort une nuit pleurer de désespoir dans un parc. L'inattendu survient alors : il est frappé par une navette extraterrestre et meurt sur le coup, mais pour effacer les traces de leurs passages, ils reconstruisent son corps. Cependant, comme les extraterrestres n'avaient sous la main que de l'équipement offensif, pouvant détruire la planète, ils transforment alors le corps du petit vieillard en un cyborg aux immenses pouvoirs. Quand il réalise peu à peu les capacités que son nouveau corps lui offre, il décide de faire le bien et de garder une part d'humanité.
Cependant, un adolescent qui était avec lui au moment de l'explosion, Hiro Shishigami, a subi le même sort qu'Ichirō. Mais contrairement à ce dernier, Hiro devient un sociopathe qui utilise ses nouvelles capacités pour assassiner des gens pour son seul amusement, qu'il s'agisse de ses camarades de classe qui l'agacent ou des familles innocentes, y compris des jeunes enfants. Ses actes de cruauté impitoyable lui attirent l'attention de la police, qui ne peut rien faire pour l'arrêter, même s'il ne faut pas longtemps à Hiro pour devenir le criminel le plus recherché et le plus dangereux du pays. La série continue alors à explorer le parcours de ces deux individus différents, qui ont jadis partagé la même expérience bizarre, jusqu'à leur confrontation inévitable.

## Personnages
Ichirō Inuyashiki (犬屋敷 壱郎, Inuyashiki Ichirō)
Voix japonaise : Fumiyo Kohinata
Le chef de la famille Inuyashiki qui a l'air d'avoir plus de 58 ans. Il n'a pas d'amis et sa famille le néglige, la seule chose en qui il a confiance, c'est sa chienne Hanako. Il était sur le point de mourir, mais après avoir été frappé par un vaisseau alien, il a été transformé en cyborg. Ne voulant pas perdre son humanité, il se bat pour sauver ceux qui sont en difficulté.
Hiro Shishigami (獅子神 皓, Shishigami Hiro)
Voix japonaise : Nijirō Murakami
Un adolescent qui était avec Ichirō quand une chose extra-terrestre les a frappés. Il est aussi devenu un cyborg, mais à la différence d'Ichirō, il prend du plaisir à tuer des gens pour qu'il reste humain. La seule chose dont il se souciait était Andō, sa mère, et plus tard Shion.
Naoyuki Andō (安堂 直行, Andō Naoyuki)
Voix japonaise : Kanata Hongō
L'ami d'enfance de Hiro qui s'est isolé chez lui-même après avoir été victime d'intimidation à l'école. Il est le seul à qui Hiro a parlé de son corps de cyborg. Voulant empêcher son ami de tuer, il a fait équipe avec Ichirō.
Mari Inuyashiki (犬屋敷 麻理, Inuyashiki Mari)
Voix japonaise : Sumire Uesaka
La fille adolescente d'Ichirō et une camarade de classe de Hiro et Andō. Elle veut secrètement devenir une mangaka.
Shion Watanabe (渡辺 しおん, Watanabe Shion)
Voix japonaise : Sumire Morohoshi
Une camarade de classe de Hiro qui est amoureuse de lui. Elle l'a gardé chez elle pendant le temps où il était recherché par la police, et est devenue la seconde femme que Hiro aimait.

## Manga
Inuyashiki est écrit et dessiné par Hiroya Oku, le manga a commencé à être publié dans le 4e numéro 2014 du magazine Evening de l'éditeur Kodansha publié le 28 janvier 2014,. Le manga s'est terminé dans le 16e numéro 2017 du magazine Evening publié le 25 juillet 2017. Kodansha a compilé la série en dix volumes tankōbon publiés entre le 23 mai 2014 et le 22 septembre 2017,,.
La version française est publiée par Ki-oon depuis le 10 septembre 2015.

### Liste des chapitres
| no | Japonais          | Japonais          | Français          | Français          |
| no | Date de sortie    | ISBN              | Date de sortie    | ISBN              |
| --- | ----------------- | ----------------- | ----------------- | ----------------- |
| 1 | 23 mai 2014       | 978-4-06-354517-3 | 10 septembre 2015 | 978-2-35592-858-1 |
| Liste des chapitres : - Chap. 1 : Les aléas de la vie - Chap. 2 : Anomalie - Chap. 3 : Qu'est-ce qui m'arrive ? - Chap. 4 : Les larmes ne viennent pas - Chap. 5 : Délinquants - Chap. 6 : Mon Dieu, aidez-moi ! - Chap. 7 : Ichiro Inuyashiki - Chap. 8 : L'homme vide                                        |                   |                   |                   |                   |
| 2 | 23 octobre 2014   | 978-4-06-354541-8 | 12 novembre 2015  | 978-2-35592-886-4 |
| Liste des chapitres : - Chap. 9 : L'autre - Chap. 10 : Hiro Shishigami - Chap. 11 : Atrocité - Chap. 12 : Supplique - Chap. 13 : Il est comme moi - Chap. 14 : Je m'occupe d'eux - Chap. 15 : Par-delà le ciel - Chap. 16 : Je te protégerai - Chap. 17 : À chacun son prodige                                 |                   |                   |                   |                   |
| 3 | 23 février 2015   | 978-4-06-354556-2 | 11 février 2016   | 978-2-35592-916-8 |
| Liste des chapitres : - Chap. 18 : Un bonheur ordinaire - Chap. 19 : Agression - Chap. 20 : Tu seras à moi - Chap. 21 : Désespoir - Chap. 22 : Impardonnable - Chap. 23 : Je la sauverai - Chap. 24 : Déclaration de guerre - Chap. 25 : Qu'est-ce que tu es ?! - Chap. 26 : Châtiment divin                   |                   |                   |                   |                   |
| 4 | 23 juillet 2015   | 978-4-06-354580-7 | 12 mai 2016       | 978-2-35592-954-0 |
| Liste des chapitres : - Chap. 27 : Ça va aller - Chap. 28 : Il y en a un autre - Chap. 29 : Héros - Chap. 30 : Hiro - Chap. 31 : Entraînement - Chap. 32 : Le plus haut possible - Chap. 33 : Le sauveur - Chap. 34 : Bouleversement - Chap. 35 : En fuite                                                     |                   |                   |                   |                   |
| 5 | 20 novembre 2015  | 978-4-06-354596-8 | 7 juillet 2016    | 978-2-35592-973-1 |
| Liste des chapitres : - Chap. 36 : Shion - Chap. 37 : Pleurs - Chap. 38 : Je vais tous vous tuer - Chap. 39 : Exécutions - Chap. 40 : Il est mort, 3 ? - Chap. 41 : Est-ce que j'ai l'air humain ? - Chap. 42 : Ne nous laisse pas ! - Chap. 43 : Retweetez ce message - Chap. 44 : Une journée paisible       |                   |                   |                   |                   |
| 6 | 22 avril 2016     | 978-4-06-354616-3 | 13 octobre 2016   | 978-2-35592-998-4 |
| Liste des chapitres : - Chap. 45 : Assaut - Chap. 46 : Pardon ! - Chap. 47 : Mari - Chap. 48 : Règlement de comptes - Chap. 49 : Profite du spectacle ! - Chap. 50 : Eveil - Chap. 51 : Pas encore ! - Chap. 52 : Filature - Chap. 53 : Extermination programmée                                               |                   |                   |                   |                   |
| 7 | 23 août 2016      | 978-4-06-354633-0 | 12 janvier 2017   | 979-10-327-0055-6 |
| Liste des chapitres : - Chap. 54 : Sniper - Chap. 55 : Galop d'essai - Chap. 56 : Un dieu et un démon - Chap. 57 : Le début du carnage - Chap. 58 : Crashes - Chap. 59 : Pluie de métal - Chap. 60 : Situation critique - Chap. 61 : Tu es comme moi                                                           |                   |                   |                   |                   |
| 8 | 23 janvier 2017   | 978-4-06-354655-2 | 12 octobre 2017   | 979-10-327-0082-2 |
| Liste des chapitres : - Chap. 62 : Affrontement - Chap. 63 : Combat aérien - Chap. 64 : Coup critique - Chap. 65 : Pilotage automatique - Chap. 66 : Destruction - Chap. 67 : À la rescousse - Chap. 68 : Reviens ! - Chap. 69 : Papa                                                                          |                   |                   |                   |                   |
| 9 | 23 mai 2017       | 978-4-06-354668-2 | 7 décembre 2017   | 979-10-327-0148-5 |
| Liste des chapitres : - Chap. 70 : Je suis né pour cet instant - Chap. 71 : Les aveux d'un père - Chap. 72 : Retrouvailles - Chap. 73 : Perte - Chap. 74 : Le sort d'un monstre - Chap. 75 : Même un Hobbit - Chap. 76 : Just do as you will… - Chap. 77 : Vision de fin du monde                              |                   |                   |                   |                   |
| 10 | 22 septembre 2017 | 978-4-06-354688-0 | 8 mars 2018       | 979-10-327-0237-6 |
| Liste des chapitres : - Chap. 78 : Je ne vais pas renoncer - Chap. 79 : Papa, ne t'en vas pas ! - Chap. 80 : Dans "Armageddon" - Chap. 81 : Ne pas céder au désespoir - Chap. 82 : Qu'est-ce que tu fais ici ? - Chap. 83 : Pour ceux que j'aime - Chap. 84 : Ichiro Inuyashiki - Dernier chapitre : Last hero |                   |                   |                   |                   |

## Anime
Le 15 décembre 2016, il a été révélé lors d'un événement diffusé en direct sur la case horaire noitaminA de Fuji TV que le manga est adapté en série télévisée d'animation. La série est réalisée par Shuhei Yabuta et avec Keiichi Satō en tant que réalisateur en chef au studio d'animation MAPPA, Hiroshi Seko s'occupe du scénario, et Naoyuki Onda en est le character designer. Composée de 11 épisodes, celle-ci est diffusée pour la première fois entre le 12 octobre et le 21 décembre 2017 au Japon sur Fuji TV dans la case horaire noitaminA,. Le service de vidéo à la demande d'Amazon.com, Amazon Prime Video, détient les droits exclusifs de diffusion de la série en simulcast au Japon et à l'étranger,.
L'opening, intitulé My Hero, est réalisé par le groupe de rock japonais Man with a Mission tandis que le groupe Qajiff a réalisé l'ending intitulé Ai o oshiete kureta kimi e (愛を教えてくれた君へ, litt. « À toi qui m'a appris l'amour »),.

### Liste des épisodes
| No | Titre français        | Titre japonais | Titre japonais         | Date de 1re diffusion |
| No | Titre français        | Kanji          | Rōmaji                 | Date de 1re diffusion |
| -- | --------------------- | -------------- | ---------------------- | --------------------- |
| 1  | Ichirō Inuyashiki     | 犬屋敷 壱郎    | Inuyashiki Ichirō      | 12 octobre 2017       |
| 2  | Hiro Shishigami       | 獅子神 皓      | Shishigami Hiro        | 19 octobre 2017       |
| 3  | Naoyuki Andō          | 安堂 直行      | Andō Naoyuki           | 26 octobre 2017       |
| 4  | Samejima              | 鮫島           | Samejima               | 2 novembre 2017       |
| 5  | Yūko Shishigami       | 獅子神 優子    | Shishigami Yūko        | 9 novembre 2017       |
| 6  | Les Trolls de 2-chan  | ２ｃｈの人たち | Nichan no hito tachi   | 16 novembre 2017      |
| 7  | Phase terminale       | 渡辺しおん     | Watanabe Shion         | 23 novembre 2017      |
| 8  | Mari Inuyashiki       | 犬屋敷 麻理    | Inuyashiki Mari        | 30 novembre 2017      |
| 9  | Le Peuple de Shinjuku | 新宿の人たち   | Shinjuku no hito-tachi | 7 décembre 2017       |
| 10 | Le Peuple de Tokyo    | 東京の人たち   | Tōkyō no hito-tachi    | 14 décembre 2017      |
| 11 | Le Peuple de la Terre | 地球の人たち   | Chikyū no hito-tachi   | 21 décembre 2017      |

## Film en prise de vues réelles
Une adaptation en film en prise de vues réelles a également été révélée lors de l'événement diffusé en direct sur noitaminA de Fuji TV. Le film est sorti le 20 avril 2018 avec Shinsuke Satō comme réalisateur. Noritake Kinashi joue le rôle d'Ichirō Inuyashiki et Takeru Satoh celui de Hiro Shishigami; Yūsuke Iseya est le détective Hagiwara, un personnage original du film qui enquête sur les meurtres de Hiro,. MAN WITH A MISSION interprète la chanson thème du film intitulée Take Me Under. Une avant-première mondiale de l'adaptation cinématographique a eu lieu le 10 avril 2018, durant le 36e Festival international du film fantastique de Bruxelles,.

### Distribution
| Acteur/Actrice,  | Personnage         |
| ---------------- | ------------------ |
| Noritake Kinashi | Ichirō Inuyashiki  |
| Takeru Satoh     | Hiro Shishigami    |
| Mari Hamada      | Mari Inuyashiki    |
| Nayuta Fukuzaki  | Takeshi Inuyashiki |
| Ayaka Miyoshi    | Mari Inuyashiki    |
| Kanata Hongō     | Naoyuki Andō       |
| Yuki Saitō       | Yūko Shishigami    |
| Fumi Nikaidō     | Shion Watanabe     |
| Yūsuke Iseya     | Détective Hagiwara |

## Accueil

### Ventes
En avril 2018, le tirage de la série s'élève à plus de 3,1 millions d'exemplaires en circulation. Le 2e volume du manga a atteint la 18e place sur le classement hebdomadaire des mangas de l'Oricon et s'est vendu en 76 886 exemplaires au 2 novembre 2014; le 3e volume a atteint la 15e place et, au 1er mars 2015, s'est vendu à 74 974 exemplaires.

### Réception critique
Pour Pauline Croquet du Monde, « Hiroya Oku dresse un portrait violent et amer de la société japonaise contemporaine gangrenée par l'obsession de la réussite personnelle, l'égoïsme et le mépris envers les plus faibles. Une thématique déjà omniprésente dans sa série phare Gantz (…) Plus simpliste et manichéenne dans son démarrage que sa précédente saga à succès, cette nouvelle réalisation séduit toutefois par un travail d'orfèvre dans le dessin, en particulier la mécanique des cyborgs et les décors au crayonné très réalistes. Oku s'appuie sur une technique de modélisation 3D pour réaliser ses planches, sa marque de fabrique depuis les années 2000 ».
En février 2021, il a été signalé que la série, ainsi que Death Note et Tokyo Ghoul, avaient été interdites de distribution sur deux sites Web non spécifiés en Russie.

### Distinctions

#### Manga
La série était l'une des sélections du jury de la division Manga aux 18e et 19e Japan Media Arts Festival en 2014 et 2015,. Last Hero Inuyashiki a reçu le Daruma d'Or du jury lors des Japan Expo Awards de 2016. La série est nommée en sélection officielle du Festival d'Angoulême 2017. Last Hero Inuyashiki a été nommé dans la catégorie Meilleure bande dessinée aux 49e Prix Seiun en 2018.

#### Anime
Lors des Anime Awards 2017 de Crunchyroll, la série d'animation a été nommée dans la catégorie « Meilleur CGI » et Hiro Shishigami dans celle du « Méchant de l'année »,.

#### Film live-action
Inuyashiki a remporté le prix de l'excellence dans la catégorie Film théâtral d'action en direct et a été nommé dans la catégorie Grand Prix des VFX-Japan Awards 2019,. L'adaptation cinématographique de la série a également remporté le Corbeau d'or au 36e Festival international du film fantastique de Bruxelles en 2018,. Sorti dans 313 salles, le film a débuté à la 5e place du box-office japonais lors de son premier weekend et a rapporté 124 millions de yens pour 91 000 billets vendus. Au 6 mai 2018, le film avait rapporté un total de 605 686 900 yens (environ 5,63 millions de dollars).

### Sources
1. 1 2  (en) « Inuyashiki Anime's Promo Video Reveals Cast, Man With a Mission Theme Song », sur Anime News Network, 24 août 2017 (consulté le 8 novembre 2017)
2. ↑  (en) « Inuyashiki Anime Adds Kanata Hongou to Cast », sur Anime News Network, 1er septembre 2017 (consulté le 8 novembre 2017)
3. 1 2  (en) « Inuyashiki Anime Reveals More Cast, Ending Theme Song », sur Anime News Network, 21 septembre 2017 (consulté le 8 novembre 2017)
4. ↑  (en) « Gantz's Hiroya Oku Outline New Inu Yashiki Manga Series », sur Anime News Network (consulté le 3 mars 2022)
5. ↑  (en) « Protagonist For Inu Yashiki Manga by Gantz's Oku Unveiled », sur Anime News Network (consulté le 3 mars 2022)
6. ↑  (ja) Natasha Inc, « 「いぬやしき」が完結！イブニングに奥浩哉とアニメの籔田修平監督との対談も », sur コミックナタリー (consulté le 3 mars 2022)
7. ↑  (en) « Gantz's Hiroya Oku to End Inuyashiki Manga in Volume 10 », sur Anime News Network (consulté le 3 mars 2022)
8. ↑  (ja) « 『いぬやしき（１）』（奥 浩哉） 製品詳細 講談社コミックプラス », sur 講談社コミックプラス (consulté le 3 mars 2022)
9. ↑  (ja) « 『いぬやしき（１０）』（奥 浩哉） 製品詳細 講談社コミックプラス », sur 講談社コミックプラス (consulté le 3 mars 2022)
10. ↑  « Hiroya Oku (Gantz) débarque chez Ki-oon avec Last Hero Inuyashiki ! », sur manga-news.com, 21 mai 2015 (consulté le 8 décembre 2015)
11. 1 2  (en) « Inuyashiki Manga By Gantz's Hiroya Oku Gets TV Anime, Live-Action Film Adaptations », sur Anime News Network, 15 décembre 2016 (consulté le 15 décembre 2016)
12. ↑  (en) « Inuyashiki Anime's Writer, Character Designer Revealed », sur Anime News Network, 21 mai 2017 (consulté le 8 novembre 2017)
13. ↑  (ja) « 最終話「地球の人たち」 », sur Site officiel,‎ 15 décembre 2017 (consulté le 23 décembre 2017)
14. 1 2  (en) « Inuyashiki Anime's 2nd Promo Video Previews Qaijff's Ending Theme », sur Anime News Network, 21 septembre 2017 (consulté le 8 novembre 2017)
15. 1 2  (ja) « ON AIR », sur noitaminA (consulté le 8 novembre 2017)
16. ↑  (en) « Inuyashiki Anime's Trailer Previews Opening, Ending Themes », sur Anime News Network, 5 octobre 2017 (consulté le 8 novembre 2017)
17. ↑  (ja) « MUSIC », sur Site officiel (consulté le 8 novembre 2017)
18. 1 2  (en) « Live-Action Inuyashiki Film's Trailer Reveals Man With a Mission Theme Song », sur Anime News Network, 13 février 2018 (consulté le 14 février 2018)
19. 1 2  (ja) « 映画「いぬやしき」犬屋敷役は木梨憲武、獅子神役は佐藤健！本郷奏多らも出演 », sur natalie.mu,‎ 17 mars 2017 (consulté le 9 novembre 2017)
20. 1 2  (en) « Inuyashiki Live-Action Film Casts Noritake Kinashi, Takeru Satoh as Leads », sur Anime News Network, 17 mars 2017 (consulté le 9 novembre 2017)
21. ↑  « Inuyashiki », sur Festival international du film fantastique de Bruxelles (consulté le 21 avril 2018)
22. 1 2  (en) Jennifer Sherman, « Live-Action Inuyashiki Film Wins Award at Brussels International Fantastic Film Festival : Film wins Golden Raven before opening in Japan on April 20 », sur Anime News Network, 17 avril 2018 (consulté le 21 avril 2018)
23. ↑  (ja) Prtimes, « 原作は既刊10巻で累計310万部を誇る奥浩哉の同名コミックス », sur Prtimes,‎ avril 2018 (consulté le 3 mars 2022)
24. ↑  (en) « Japanese Comic Ranking, October 20-26 », sur Anime News Network, 29 octobre 2014 (consulté le 9 novembre 2017)
25. ↑  (en) « Japanese Comic Ranking, October 27-November 2 », sur Anime News Network, 6 novembre 2014 (consulté le 9 novembre 2017)
26. ↑  (en) « Japanese Comic Ranking, February 23-March 1 », sur Anime News Network, 4 mars 2015 (consulté le 9 novembre 2017)
27. ↑  Pauline Croquet, « Last Hero Inuyashiki : un manga où M. Tout-le-Monde devient un cyborg-héros », sur Le Monde.fr, 12 novembre 2015 (consulté en janvier 2017)
28. ↑  (en) « Death Note, Inuyashiki, Tokyo Ghoul, Elfen Lied Anime Banned from Streaming in Russia on Some Sites Due to Lack of Age Restriction », sur Anime News Network (consulté le 3 mars 2022)
29. ↑  (en) Japan Media Arts Festival Archive, « Manga Division | 2014 [18th] », sur Japan Media Arts Festival (consulté le 3 mars 2022)
30. ↑  (en) Japan Media Arts Festival Archive, « Manga Division | 2015 [19th] », sur Japan Media Arts Festival (consulté le 3 mars 2022)
31. ↑  « "Last hero Inuyashiki" de Hiroya Oku élu meilleur manga par les Japan Expo Awards 2016 », 13 avril 2016
32. ↑  (en) « Inuyashiki, Sunny, My Brother's Husband, Chiisakobee Nominated For Angoulême's Top Prize », sur Anime News Network (consulté le 3 mars 2022)
33. ↑  (en) Ressler Karen, « Kemono Friends, Re:Creators, ID-0, KADO - The Right Answer Nominated for Seiun Sci-Fi Awards », sur Anime News Network, 27 avril 2018 (consulté le 21 novembre 2022)
34. ↑  GoToon, « Crunchyroll Anime Awards 2018 : les résultats ! : Le palmarès complet », sur Crunchyroll, 25 février 2018 (consulté le 25 février 2018)
35. ↑  (en) Crunchyroll (@Crunchyroll), « Compilation of all of Anime Awards' winners », sur Twitter, 24 février 2018 (consulté le 25 février 2018)
36. ↑  (ja) « 【速報】VFX-JAPANアワード2019 優秀賞決定 », sur 一般社団法人VFX-JAPAN,‎ 30 janvier 2019 (consulté le 3 mars 2022)
37. ↑  (ja) « 過去のアワード | 一般社団法人 VFX-JAPAN », sur 一般社団法人VFX-JAPAN,‎ 25 mai 2016 (consulté le 3 mars 2022)
38. ↑  « BIFFF 2018 Awards », sur Festival international du film fantastique de Bruxelles (consulté le 21 avril 2018)
39. ↑  (en) Jennifer Sherman, « Inuyashiki Film Opens at #5 with Detective Conan, Shin-chan in Top 3 : Kyoto Animation's Liz and the Blue Bird opens with 53 million yen », sur Anime News Network, 24 avril 2018 (consulté le 24 avril 2018)
40. ↑  « Last Hero Inuyashiki », sur Box Office Mojo (consulté le 21 novembre 2022)

### Œuvres
Édition japonaise
1. 1 2  (ja) « Tome 1 », sur Kōdansha
2. 1 2  (ja) « Tome 2 », sur Kōdansha
3. 1 2  (ja) « Tome 3 », sur Kōdansha
4. 1 2  (ja) « Tome 4 », sur Kōdansha
5. 1 2  (ja) « Tome 5 », sur Kōdansha
6. 1 2  (ja) « Tome 6 », sur Kōdansha
7. 1 2  (ja) « Tome 7 », sur Kōdansha
8. 1 2  (ja) « Tome 8 », sur Kōdansha
9. 1 2  (ja) « Tome 9 », sur Kōdansha
10. 1 2  (ja) « Tome 10 », sur Kōdansha

Édition française
1. 1 2  (fr) « Tome 1 », sur Ki-oon
2. 1 2  (fr) « Tome 2 », sur Ki-oon
3. 1 2  (fr) « Tome 3 », sur Ki-oon
4. 1 2  (fr) « Tome 4 », sur Ki-oon
5. 1 2  (fr) « Tome 5 », sur Ki-oon
6. 1 2  (fr) « Tome 6 », sur Ki-oon
7. 1 2  (fr) « Tome 7 », sur Ki-oon
8. 1 2  (fr) « Tome 8 », sur Ki-oon
9. 1 2  (fr) « Tome 9 », sur Ki-oon
10. 1 2  (fr) « Tome 10 », sur Ki-oon